# Во имя разума
«Во имя разума» — пятый студийный альбом музыкального коллектива «Н. О. М.» (Неформальное Объединение Молодёжи), записанный в 1996 году на студии «Европа-Плюс» (г. Санкт-Петербург).
Песни в альбоме связаны сюжетно микродиалогами между треками и комментариями в буклете. По сюжету, музыканты стали сионистами и питаются маргарином, подражая людям 2076 года.

## Оценки
Многими критиками альбом считается выдающимся творческим успехом группы; с ним нередко сравнивают все предыдущие и последующие работы.
«НОМ» — группа, выпустившая самые смешные музыкальные видео на русском языке, не перенесли того, что написали слишком хороший альбом «Во имя разума» и, дав на прощание концерт в петербургском цирке, развалились.Олег Ведутов

## Список композиций
Композиции снабжались в буклете указаниями места и времени.
1. Introduction
2. Интеркосмос (Земная орбита, 12.04.1976 н. э.)
3. Баллада о межпланетной любви (Ж-37, 924 н. э., легенда)
4. Предупреждение посланца вселенского разума (МНИИ «Парсек», отдел Светозарова, сектор Лазарева, 08.04.2076 н. э., 16:35)
5. Лягва (МНИИ «Парсек», лаборатория Пронырова, 09.04.2076 н. э., 12:00)
6. Студенческая межзвёздная (планета Юпитер, МССО «Ганимед», III кв. 2070 н. э.)
7. Любовь инженера (МНИИ «Парсек», отдел Светозарова, лаборатория Тихомирова, 10.04.2076 н. э., 13:00)
8. Jurassic park (1 000 000 лет до н. э.)
9. Укрблюз (Харьков, Центральный Рынок, 25.08.1995 н. э.)
10. Чрезвычайное происшествие (МНИИ «Парсек», пищеблок, 11.04.2076 н. э., 16:35)
11. Марш косморазведчиков (планета Земля, Иерусалим, 12.04.2076 н. э., неофициальный гимн)

### Бонус-треки
Присутствуют на переиздании 2010 года.
1. Любовь инженера (первая версия)
2. Укрблюз (первая версия)

## В записи приняли участие
- А. Кагадеев
- С. Кагадеев
- В. Постниченко
- Ю. Салтыков
- В. Лапин
- А. Попов
- А. Петров
- А. Новожилов
- А. Бурчаловский

А также:
- А. Рахов
- Д. Тихонов
- Н. Сапожникова
- У. Триска
- Т. Кейн
- М. Нильсен
- В. Медведев

## Издания
- 1996 — SNC Records (CD, компакт-кассета),
- 2002 — Caravan Records (СD, компакт-кассета),
- 2010 — Н. О. М. (СD).

## Шоу
В марте 2010 года группа «НОМ» возродила концертную программу «Во имя разума» с оригинальным аудиосопровождением и в оригинальных костюмах 1996 года.

## Интересные факты
- В 2002 году увидел свет второй официальный сборник лучших песен группы НОМ-15. 1987—2002. Альбом «Во имя разума» представлен на нём песнями «Интеркосмос» и «Лягва».
- На песню «Укрблюз» был снят видеоклип, получивший Гран-при на всемирной ярмарке Midem-96 в Каннах.
- В феврале 1996 года клип «Укрблюз» был показан по известному французскому музыкальному телеканалу MCM.
- Трек «Introduction» присутствует только на переизданиях альбома.
- Рекламный ролик к альбому «Во имя разума» можно увидеть только на VHS-издании «Хозяева СССР или Обезьянье Рыло», сделанном фирмой «Хобгоблин».
- Впервые концертная программа альбома была представлена в 1995-м году при участии Александра Ливера (Д. Тихонова).
- Во время работы над альбомом, в ноябре 1995 года, группу покинул гитарист и саксофонист Алексей Рахов. Вскоре его место занял гитарист Виталий Лапин.
- Первое издание диска «Во имя разума» отпечатано в Австрии на заводе «Sony DADC».
- К первому изданию альбома прилагался 12-страничный буклет с рисунками Татьяны Кейн, Владимира Медведева и Андрея Кагадеева.
- Слово «лягва» является общеупотребительным синонимом к «лягушка» в средней полосе России (особенно в Рязанской губернии), этим же словом прозвали Геннадия Боруховича Лягвицкого, сына члена Галактического Совета Боруха Израилевича Лягвицкого и племянника доцента Пронырова, который содействовал устройству на работу в НИИ «Парсек» Геннадия, после того как последнего исключили из института[7].
- При переиздании альбома в 2002 году на лейбле Caravan Records было отпечатано 2 тиража CD. Второй тираж получился бракованным[8] — на развороте буклета ошибочно отпечатано изображение для переиздания альбома Сенька Мосг/хаз, тираж которого выпускался параллельно.
- На «правильном» развороте буклета издания 2002 года размещена фотография, на которой участники МК Н. О. М. представлены под следующими псевдонимами: А. Кагадеев, с.н.с. К. О. Лазарев, С. Кагадеев, м.н.с. В. И. Тихомиров, Д. Тихонов, членкоры ГС Г. И. Лягвицкий, Ю. Салытков, проф. Э. А. Светозаров, А. Рахов, доц. И. Х. Проныров, В. Постниченко, лаборант Г. Б. Лягвицкий.
- Бонус-треки, присутствующие на переиздании альбома в 2010 году, ранее были изданы в качестве бонусов к переизданию пластинки Сенька Мосг/хаз в 2002.
- Сюжет фильма «Звёздный ворс», снятого «НОМфильмом» в 2012 году, имеет мало общего с тематикой данного альбома, хотя и продолжает ту же «космическую» тему в творчестве группы. Но напоминание о нём там есть: Герман Борисович Ряп (Николай Копейкин) возглавляет НИИ "Парсек"[9].